# SIC Sempre Gold
A SIC Sempre Gold foi o canal de televisão por assinatura português que substituiu a SIC Gold, a 29 de abril de 2002. A diferença entre estes dois canais é a de que a SIC Sempre Gold, além do tipo de programas exibidos no canal anterior, transmitia também séries internacionais populares antigas, como Dallas, Falcon Crest, Cheers Aquele Bar, Quem Sai aos Seus, Uma Família às Direitas ou Uma Casa na Pradaria.
O seu público-alvo eram os telespectadores com mais de 35 anos de idade.
A SIC Sempre Gold pretendia ser uma estação familiar, em oposição à SIC Gold, que tinha como público-alvo uma audiência menos dinâmica, mais disponível para ver televisão e que passava muito do seu tempo em casa.
A SIC Sempre Gold pretendia também atingir novos públicos. Para isso, a oferta da grelha de programação incluía séries estrangeiras legendadas, que foram sucessos 20 ou 30 anos antes e que apelariam à memória coletiva de todos os telespectadores com mais de 35 anos de idade.
No entanto, tal como já acontecia com o SIC Gold, foi o canal por cabo da SIC com menor audiência durante o seu período de emissão, tendo sido cancelado em 18 de outubro de 2004, com o surgimento de um canal com um conceito totalmente diferente, a SIC Comédia.

## Programas transmitidos na SIC Sempre Gold

### Programas antigos da SIC
- O Juiz Decide
- Fátima Lopes
- As Receitas do Dia
- Chuva de Estrelas
- Ponto de Encontro
- Mundo Vip
- Jornal da Noite
- Minas e Armadilhas
- Caras Notícias
- Big Show SIC
- A Noite da Má Língua
- SIC 11 Horas

### Séries Nacionais
- Médico de Família
- Cuidado Com as Aparências
- Capitão Roby
- O Espírito da Lei
- Querido Professor
- O Bairro da Fonte

### Séries Internacionais
- Dragon Ball Z
- Falcon Crest'[1]
- Fama'[1]
- Alf'[1]
- Cavaleiros do Zodíaco
- Século XX
- Dallas[2][3]
- Cheers Aquele Bar
- Quem Sai aos Seus
- Uma Família às Direitas
- Uma Casa na Pradaria[4]
- Shōgun[1]
- O Barco do Amor[3]
- Raízes[1]

### Telenovelas
- Sangue do Meu Sangue
- Ganância